# Tetracisesaedro
In geometria solida il tetracisesaedro è uno dei tredici poliedri di Catalan, duale dell'ottaedro troncato. Può essere ottenuto incollando piramidi quadrate su ognuna delle 6 facce del cubo.
È un poliedro non regolare, le cui 24 facce sono identici triangoli isosceli aventi un lato che misura {\displaystyle {\begin{matrix}{4 \over 3}\end{matrix}}} degli altri due.

## Area e volume
L'area A ed il volume V di un tetracisesaedro i cui spigoli hanno lunghezza 3a e 4a sono le seguenti:

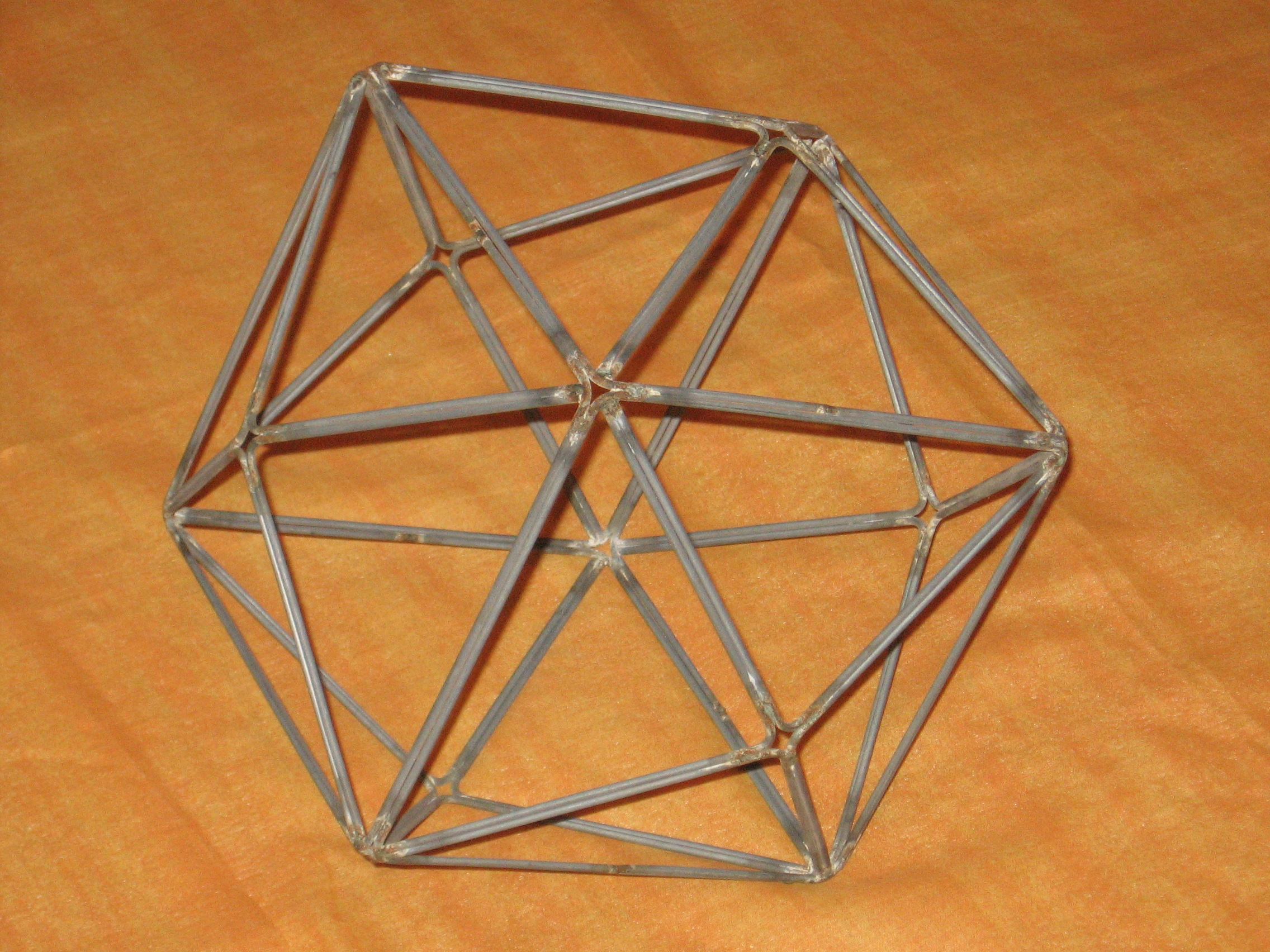
Lo scheletro del tetraciesaedro

{\displaystyle A=48{\sqrt {5}}a^{2}}
{\displaystyle V=96a^{3}}

## Dualità
Il poliedro duale del tetracisesaedro è l'ottaedro troncato, un poliedro archimedeo.

## Simmetrie
Il gruppo delle simmetrie del tetracisesaedro ha 48 elementi; il gruppo delle simmetrie che preservano l'orientamento è il gruppo ottaedrale Errore del parser (SVG (MathML può essere abilitato tramite plug-in del browser): risposta non valida ("Math extension cannot connect to Restbase.") dal server "http://localhost:6011/it.wikipedia.org/v1/":): {\displaystyle  O \cong S_4 }
. Sono gli stessi gruppi di simmetria del cubo, dell'ottaedro e dell'ottaedro troncato.

## Altri solidi
I dodici spigoli più lunghi del tetracisesaedro e gli otto vertici in cui essi concorrono, ovvero i vertici con valenza 6, sono spigoli e vertici di un cubo. Gli altri otto vertici del tetracisesaedro sono vertici di un cubo.